# Cửa hàng băng đĩa

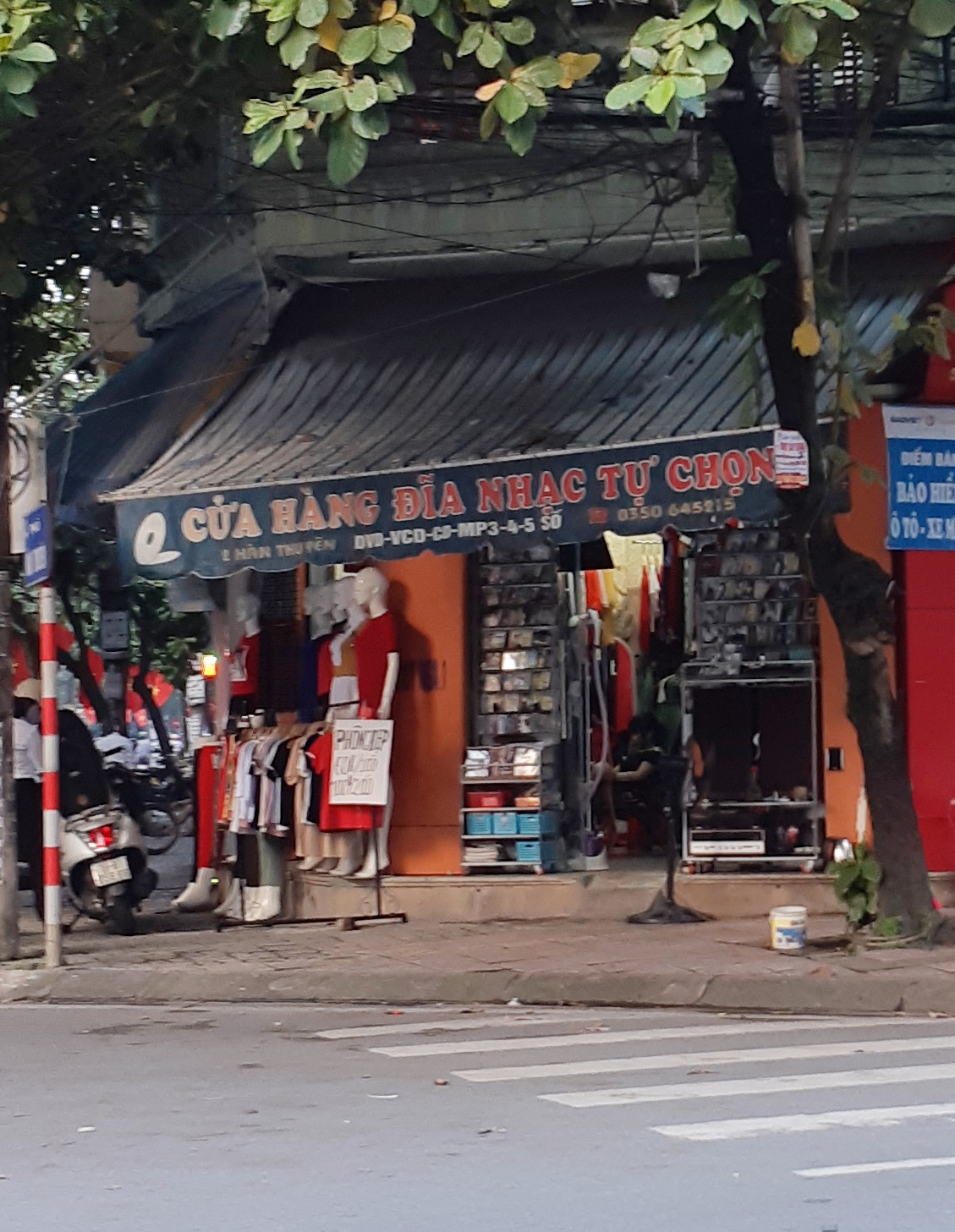
Một cửa hàng băng đĩa ở thành phố Nam Định

Cửa hàng băng đĩa hay đại lý băng đĩa là một cửa hàng bán lẻ nhạc thu âm. Vào giai đoạn cuối thế kỷ 19 - đầu thế kỷ 20, cửa hàng băng đĩa chỉ bán đĩa than, nhưng sang thế kỷ 20 đã bán các dạng băng đĩa mới được phát triển như là băng tám rãnh, băng cassette và đĩa CD. Ngày nay trong thế kỷ 21, các cửa hàng băng đĩa bán đĩa CD, đĩa than và nhiều khi là đĩa DVD của các bộ phim điện ảnh, phim truyền hình, chương trình truyền hình, phim hoạt hình và các buổi hòa nhạc. Một số cửa hàng còn bán các mặt hàng, vật phẩm liên quan đến âm nhạc như poster của các nhóm/ban nhạc, ca sĩ hay thậm chí là quần áo và các đồ dùng như túi xách, cốc cà phê.

## Lịch sử
Cửa hàng Spillers Records ở thành phố Cardiff, xứ Wales do Henry Spiller lập ra vào năm 1894 được cho là cửa hàng băng đĩa cổ xưa và lâu đời nhất trên thế giới.
Cửa hàng băng đĩa đã từng là một phần không thể thiếu trong việc mua sắm âm nhạc và phim trước sự phổ biến của các dịch vụ trực tuyến như iTunes, Spotify, Netflix và Amazon Prime. Trước đây, người mua hàng thường tới cửa hàng băng đĩa để tham khảo và mua các băng đĩa mới nhất từ nghệ sĩ yêu thích của mình. Tuy nhiên, do sự phát triển của công nghệ và xu hướng trực tuyến, nhiều cửa hàng băng đĩa đã phải đối mặt với sự thay đổi và cạnh tranh khốc liệt từ các dịch vụ trực tuyến.